# Elektriciteitscentrale Duvha
De Duvha elektriciteitscentrale is een thermische centrale te Witbank, Zuid-Afrika. De in 1979 gebouwde centrale heeft een 300 m hoge schoorsteen, de hoogste constructie in Zuid-Afrika en een van de hoogste constructies in Afrika.